# Synallaxis cabanisi
Synallaxis cabanisi là một loài chim trong họ Furnariidae.